# DDR-Oberliga 1978-1979
L'edizione 1978-79 della DDR-Oberliga è stato il trentaduesimo campionato calcistico di massimo livello in Germania Est.

## Avvenimenti
Il torneo che si svolse tra il 19 agosto 1978 e il 9 giugno 1979 vide l'inizio del decennale dominio della Dinamo Berlino sulla DDR-Oberliga: il club della capitale vinse infatti il primo dei suoi dieci titoli consecutivi dominando la classifica sin dalle prime giornate, andando in testa a partire dal quarto turno e arrivando al giro di boa quasi a punteggio pieno (un solo punto perso nello scontro diretto in trasferta contro i rivali della Dinamo Dresda). Nel girone di ritorno la Dinamo Berlino mantenne il ritmo totalizzando ventuno punti: il verdetto finale fu emesso con due giornate di anticipo, con la vittoria della capolista (reduce tra l'altro dalla sua unica sconfitta in campionato contro il Magdeburgo) sull'unica inseguitrice rimasta, la Dinamo Dresda.
Nella giornata successiva si decisero invece i verdetti in zona UEFA, che premiarono la Dinamo Dresda e il Carl Zeiss Jena, favorito dalla vittoria alla terzultima giornata nello scontro diretto con il Magdeburgo (il quale non perse un posto sul palcoscenico europeo andandosi a qualificare in Coppa delle Coppe grazie alla vittoria in coppa nazionale). I verdetti in zona retrocessione si decisero invece all'ultima giornata: cadde, assieme a un Hansa Rostock già condannato con un turno di anticipo, il Chemie Böhlen, travolto all'ultimo turno da una goleada (il risultato finale fu di 10-2) da parte del Magdeburgo.

## Classifica finale
|  |     | DDR-Oberliga 1978-79 | Pt | G  | V  | N | P  | GF | GS | DR  |
|  | --- | -------------------- | -- | -- | -- | - | -- | -- | -- | --- |
|  | 1.  | BFC Dynamo           | 46 | 26 | 21 | 4 | 1  | 75 | 18 | +57 |
|  | 2.  | Dinamo Dresda        | 39 | 26 | 15 | 9 | 2  | 59 | 19 | +40 |
|  | 3.  | Carl Zeiss Jena      | 34 | 26 | 14 | 6 | 6  | 38 | 21 | +17 |
|  | 4.  | Magdeburgo           | 33 | 26 | 14 | 5 | 7  | 63 | 32 | +31 |
|  | 5.  | Lokomotive Lipsia    | 29 | 26 | 11 | 7 | 8  | 41 | 40 | +1  |
|  | 6.  | Hallescher           | 27 | 26 | 10 | 7 | 9  | 36 | 32 | +4  |
|  | 7.  | Rot-Weiß Erfurt      | 24 | 26 | 9  | 6 | 11 | 37 | 46 | -9  |
|  | 8.  | Karl-Marx-Stadt      | 22 | 26 | 9  | 4 | 13 | 32 | 38 | -6  |
|  | 9.  | Stahl Riesa          | 21 | 26 | 8  | 5 | 13 | 33 | 47 | -14 |
|  | 10. | Union Berlino        | 21 | 26 | 7  | 7 | 12 | 22 | 39 | -17 |
|  | 11. | Wismut Aue           | 19 | 26 | 8  | 3 | 15 | 34 | 49 | -15 |
|  | 12. | Sachsenring Zwickau  | 18 | 26 | 7  | 4 | 15 | 23 | 63 | -40 |
|  | 13. | Chemie Böhlen        | 16 | 26 | 5  | 6 | 15 | 33 | 66 | -33 |
|  | 14. | Hansa Rostock        | 15 | 26 | 5  | 5 | 16 | 30 | 46 | -16 |

### Verdetti
- Dinamo Berlino campione della Germania Est 1978-79. Qualificato in Coppa dei Campioni 1979-80.
- Magdeburgo qualificato in Coppa delle Coppe 1979-80
- Dinamo Dresda e Carl Zeiss Jena qualificate in Coppa UEFA 1979-80
- Chemie Böhlen e Hansa Rostock retrocesse in DDR-Liga.

### Squadra campione

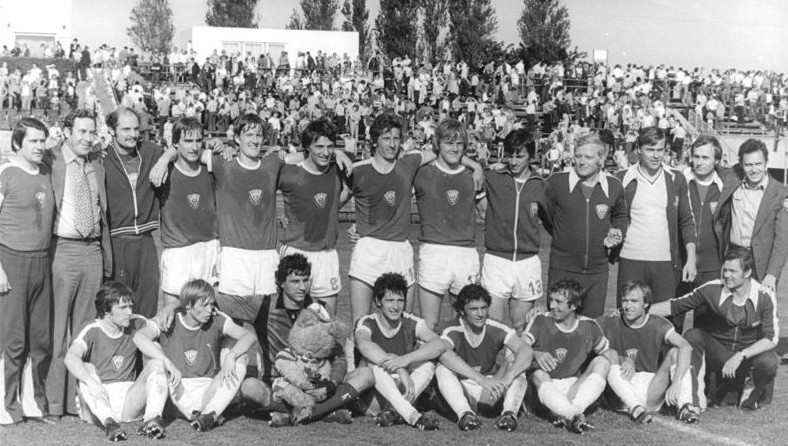
La rosa della Dinamo Berlino appena laureatasi campione della Germania Est.

## Record

### Capoliste solitarie
- 4ª-26ª giornata:  BFC Dynamo

### Club
- Maggior numero di vittorie:  BFC Dynamo (21)
- Minor numero di sconfitte:   BFC Dynamo (1)
- Migliore attacco:  BFC Dynamo (75 reti fatte)
- Miglior difesa:  Carl Zeiss Jena (18 reti subite)
- Miglior differenza reti:  BFC Dynamo (+57)
- Maggior numero di pareggi:  Dinamo Dresda (9)
- Minor numero di pareggi:  Wismut Aue (3)
- Maggior numero di sconfitte:  Hansa Rostock (16)
- Minor numero di vittorie:  Chemie Böhlen e  Hansa Rostock (5)
- Peggior attacco:  Union Berlino (22 reti fatte)
- Peggior difesa:  Chemie Böhlen (66 reti subite)
- Peggior differenza reti:  Sachsenring Zwickau (-40)

### Classifica cannonieri
|  | Gol | Marcatore            | Squadra           |
|  | --- | -------------------- | ----------------- |
|  | 23  | Joachim Streich      | Magdeburgo        |
|  | 20  | Hans-Jürgen Riediger | BFC Dynamo        |
|  | 17  | Dieter Kühn          | Lokomotive Lipsia |
|  | 16  | Wolf-Rüdiger Netz    | BFC Dynamo        |
|  | 12  | Martin Hoffmann      | Magdeburgo        |
|  |     |                      |                   |